# 나카타 요스케
나카타 요스케(일본어: 中田 洋介, 1981년 9월 15일 ~ )는 일본의 전 축구 선수이다.

## 구단 경력
과거 베갈타 센다이, 요코하마 FC, 그루자 모리오카에서 활동하였다.